# Алфа Ромео Ромео
Алфа Ромео Ромео е първият лекотоварен автомобил произведен от италианския производител Алфа Ромео.

## История
Още от създаването си Алфа Ромео се заема с производството на превозни средства за нуждите на обществото. След пускането на лекотоварни автомобили от Фиат и Ланча, компанията пуска своя първи фургон през 1954 на автомобилното изложение в Торино. Моделът е наричан още Аутотутто (Автомобил за всичко) и Т10.

## Производство
В завода на компанията в Милано от началото до 1958 са произведени около 9000 бройки.